# Djalma Fogaça
Djalma Santos Fogaça (Sorocaba, 7 de abril de 1963) é um piloto de automobilismo e empresário brasileiro, conhecido por suas temporadas na Fórmula Truck.

## Carreira
Foi campeão paulista de kart, campeão paulista e brasileiro de Fórmula Ford, campeão do GP de Ímola da Fórmula Opel, Campeão Brasileiro de Formula Chevrolet em 1992 e piloto revelação da Ômega Stock Car em 1996.
Único vencedor em circuito oval de Stockcar ( Jacarepaguá 1996) preliminar da Formula Indy . 

### Fórmula Truck
Iniciou na Fórmula Truck em 1997 com um caminhão Volvo, sendo um dos pioneiros da categoria. É o proprietário da equipe DF Motorsport.
Djalma é pai do também piloto Fábio Fogaça, que atualmente corre na Stock Car.